# Федеративный договор
Федерати́вный догово́р — один из основных источников конституционного права Российской Федерации в области регулирования федеративных отношений. Под Федеративным договором понимаются три самостоятельных договора о разграничении предметов ведения и полномочий внутри Федерации между федеральными органами власти и органами власти субъектов Федерации, объединённых в следующие группы:
- республики
- края, области, города Москва, Санкт-Петербург
- автономная область и автономные округа

Федеративный договор регулирует общественные отношения в сфере построения Федерации и взаимоотношения её с субъектами, а также отношениями между субъектами Российской Федерации.
Документы были подписаны 31 марта 1992 года представителями Российской Федерации с одной стороны и представителями субъектов Российской Федерации (всех, кроме Татарстана и Чечено-Ингушетии) с другой.
10 апреля 1992 года VI Съезд народных депутатов России одобрил подписанный Федеративный договор и постановил включить его содержание как составную часть в Конституцию РСФСР. Однако и после этого Федеративный договор продолжал существовать как самостоятельный конституционно-правовой акт.
Конституция РФ 1993 года (в п. 1 раздела второго) объявила о верховенстве своих норм над нормами Федеративного договора, но одновременно подтвердила (в ч. 3 ст.11) его действие в сфере регулирования федеративных отношений. Российская Федерация является конституционной, а не договорной федерацией, поскольку Конституция РФ имеет верховенство и высшую юридическую силу, а Федеративный договор не является государствообразующим (его сущность и содержание — разграничение предметов ведения и полномочий между органами государственной власти РФ и органов государственной власти субъектов РФ).

## История

### Предшествующие события
В 1991 году республики перестали быть автономными, некоторые автономные области приобрели статус республик.
В течение 1992 года происходило переименование многих регионов, а также обновление самой федеральной структуры России.

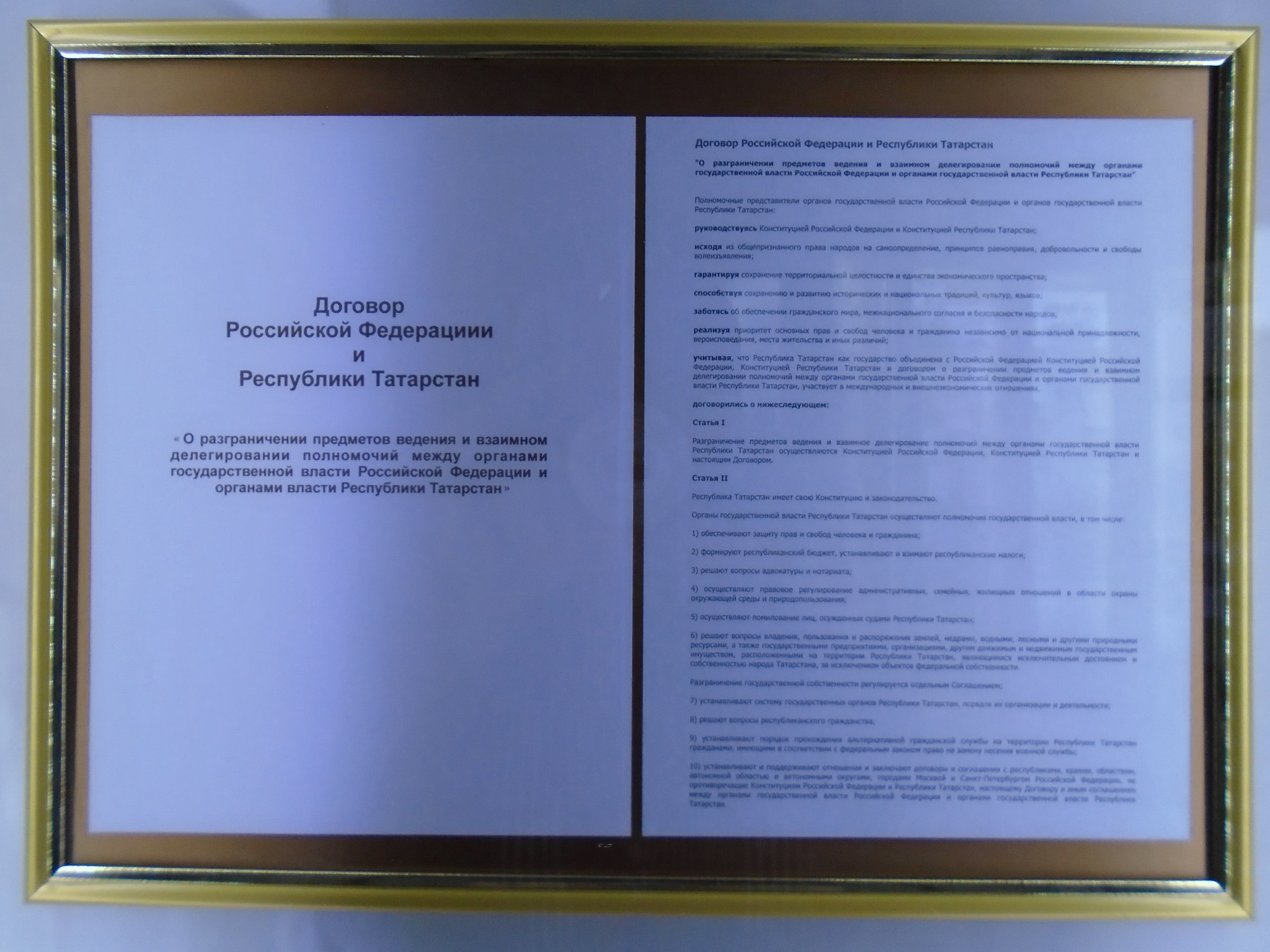
Татарстанский договор, 1994 г.

К экономическим проблемам начала 1990-х добавился политический кризис. В некоторых регионах России после распада СССР усилились сепаратистские настроения. Так, в Чечне не признавали суверенитет России на её территории, в Татарстане собрались вводить собственную валюту и отказались платить налоги в федеральный бюджет. Борису Ельцину удалось убедить глав регионов подписать Федеративный договор. Татарстан не подписал Федеративный договор, и с ним были начаты длительные переговоры. В результате этих переговоров в 1994 году был заключён Договор "О разграничении предметов ведения между органами государственной власти РФ и Республики Татарстан и взаимном делегировании полномочий".

### Подписание договора
31 марта 1992 года республики Российской Федерации, за исключением Татарстана и Чечено-Ингушетии («Ичкерии»), руководствуясь Декларацией о государственном суверенитете РСФСР подписали «Договор о разграничении предметов ведения и полномочий между федеральными органами государственной власти Российской Федерации и органами власти суверенных республик в составе Российской Федерации». Это было необходимо для урегулирования конфликта между общероссийским законодательством и декларациями о государственном суверенитете республик в составе Российской Федерации. Специальным протоколом к договору оговаривалось, что республики должны были быть представлены в одной из палат высшего законодательного органа России не менее чем 50 процентами мест.
В тот же день были подписаны «Договор о разграничении предметов ведения и полномочий между федеральными органами государственной власти Российской Федерации и органами власти краев, областей, городов Москвы и Санкт-Петербурга Российской Федерации» и «Договор о разграничении предметов ведения и полномочий между федеральными органами государственной власти Российской Федерации и органами власти автономной области, автономных округов в составе Российской Федерации».
Все три договора вместе именовались как «Федеративный договор». Он был утверждён Постановлением Съезда народных депутатов РСФСР от 10 апреля 1992 года «О Федеративном договоре». Законом Российской Федерации от 21 апреля 1992 года № 2708-I «Об изменениях и дополнениях Конституции (Основного Закона) Российской Советской Федеративной Социалистической Республики» положения Федеративного договора были включены в конституцию. Данные положения ввели основные принципы федерализма в России, но в то же время закрепили его асимметричность (неравноправие субъектов Федерации), смягчённую впоследствии принятием новой Конституции в 1993 году.

## Состав[3]

### Договор о разграничении предметов ведения и полномочий между федеральными органами государственной власти РФ и органами власти суверенных республик в составе РФ (Москва, 31 марта 1992 г.)
31 марта 1992 года договор был подписан полномочными представителями Российской Федерации и полномочными представителями республик:
1. Республики Адыгея
2. Республики Башкортостан
3. Республики Бурятия
4. Республики Горный Алтай
5. Республики Дагестан
6. Кабардино-Балкарской Республики
7. Республики Калмыкия - Хальмг Тангч
8. Карачаево-Черкесской Советской Социалистической Республики
9. Республики Карелия
10. Коми Советской Социалистической Республики
11. Марийской Советской Социалистической Республики - Республики Марий Эл
12. Мордовской Советской Социалистической Республики
13. Республики Саха (Якутия)
14. Северо-Осетинской Советской Социалистической Республики
15. Республики Тува
16. Удмуртской Республики
17. Республики Хакасия
18. Чувашской Республики - Чаваш Республики
19. Российской Федерации

### Договор о разграничении предметов ведения и полномочий между федеральными органами государственной власти Российской Федерации и органами власти краев, областей, городов Москвы и Санкт-Петербурга Российской Федерации (Москва, 31 марта 1992)
31 марта 1992 года договор был подписан полномочными представителями Российской Федерации и полномочными представителями краёв, областей, городов Москвы и Санкт-Петербурга:
1. Алтайского края
2. Краснодарского края
3. Красноярского края
4. Приморского края
5. Ставропольского края
6. Хабаровского края
7. Амурской области
8. Архангельской области
9. Астраханской области
10. Белгородской области
11. Брянской области
12. Владимирской области
13. Волгоградской области
14. Вологодской области
15. Воронежской области
16. Ивановской области
17. Иркутской области
18. Калининградской области
19. Калужской области
20. Камчатской области
21. Кемеровской области
22. Кировской области
23. Костромской области
24. Курганской области
25. Курской области
26. Ленинградской области
27. Липецкой области
28. Магаданской области
29. Московской области
30. Мурманской области
31. Нижегородской области
32. Новгородской области
33. Новосибирской области
34. Омской области
35. Оренбургской области
36. Орловской области
37. Пензенской области
38. Пермской области
39. Псковской области
40. Ростовской области
41. Рязанской области
42. Самарской области
43. Саратовской области
44. Сахалинской области
45. Свердловской области
46. Смоленской области
47. Тамбовской области
48. Тверской области
49. Томской области
50. Тульской области
51. Тюменской области
52. Ульяновской области
53. Челябинской области
54. Читинской области
55. Ярославской области
56. города Москвы
57. города Санкт-Петербурга
58. Российской Федерации

### Договор о разграничении предметов ведения и полномочий между федеральными органами государственной власти Российской Федерации и органами власти автономной области, автономных округов в составе Российской Федерации (Москва, 31 марта 1992 г.)
31 марта 1992 года договор был подписан полномочными представителями Российской Федерации и полномочными представителями автономных областей и автономных округов:
1. Еврейской автономной области
2. Агинского Бурятского автономного округа
3. Коми-Пермяцкого автономного округа
4. Корякского автономного округа
5. Ненецкого автономного округа
6. Таймырского (Долгано-Ненецкого) автономного округа
7. Усть-Ордынского Бурятского автономного округа
8. Ханты-Мансийского автономного округа
9. Чукотского автономного округа
10. Эвенкийского автономного округа
11. Ямало-Ненецкого автономного округа
12. Российской Федерации